# 박영빈 (1896년)
박영빈(朴永斌, 일본식 이름: 木山永斌 또는 木山永一郞, 1896년 3월 ~ ?)은 일제강점기의 교육인 출신 관료이다.

## 생애
출신지는 평안북도 태천군이다. 일본에 유학하여 1921년에 히로시마 고등사범학교를 졸업했다. 일본인 여성과 결혼하여 졸업 후 잠시 히로시마현에서 중학교 교사로 일했다.
이후 귀국한 뒤 1924년에 공주고등보통학교 교유에 임명되었다. 1925년에 경성제이고등보통학교 교유로 이동했다. 1932년에는 조선총독부 편수관에 임명되어 학무국에 발령받았고, 같은 해 명륜학원 강사를 겸임하게 되었다.
1936년에 총독부 군수로 발탁되어 강원도 울진군, 고성군, 원주군, 강릉군 군수를 차례로 역임했다. 강릉군수이던 1943년을 기준으로 종5위 훈5등에 서위되어 있었다.
2008년 공개된 민족문제연구소의 친일인명사전 수록예정자 명단 중 관료 부문과 교육/학술 부문에 포함되었다.

## 참고자료
- 박영빈(朴永斌) - 국사편찬위원회